# أتسوشي كاتو
أتسوشي كاتو (باليابانية: 加藤充志؛ بالكانا: かとう あつし) هو لاعب الغو ‏ ياباني، ولد في 14 أغسطس 1974 في طوكيو في اليابان.